# Daria Gavrilova
Pour les articles homonymes, voir Gavrilova.
Daria Gavrilova (en russe : Дарья Гаврилова), ou Daria Saville depuis son mariage en 2021, est une joueuse de tennis australienne, professionnelle depuis 2010, née le 5 mars 1994 à Moscou. Elle prend la nationalité australienne en décembre 2014 et joue sous ce drapeau à partir de janvier 2016.
En 2017, elle remporte son premier titre sur le circuit WTA à New Haven contre Dominika Cibulková. Elle comptabilise également trois titres en double.

## Carrière

### Juniors et débuts professionnels
En 2009, Daria Gavrilova atteint la finale du simple junior de Roland-Garros, seulement battue en finale par Kristina Mladenovic. L'année suivante, elle remporte à 16 ans la médaille d'or aux premiers Jeux olympiques de la jeunesse puis quelques semaines plus tard le simple junior de l'US Open. Elle finit logiquement l'année à la place de no 1 mondiale junior.
En 2012, elle décroche le double junior de Roland-Garros au côté de sa compatriote Irina Khromacheva.
En parallèle de ces succès, elle poursuit sa progression sur le circuit ITF et gagne son premier tournoi professionnel en simple à Antalya dès 2011 puis en double à Chiasso en 2012.

### 2015: l'éclosion et premier titre en double
Alors titulaire d'une invitation à l'Open de Miami, elle crée l'exploit en battant (7-6, 6-3) au 2e tour la Russe Maria Sharapova, no 2 mondiale, avant d'être éliminée en huitième de finale par Karolína Plíšková.
Quelques semaines plus tard, elle refait parler d'elle à Rome en éliminant Ana Ivanović au terme d'un match très accroché. Issue des qualifications, elle se hisse jusqu'en demi-finale où l'attend Maria Sharapova, qui prend sa revanche (5-7, 3-6). À la suite de ces performances, elle atteint son meilleur classement (35e place mondiale).
En juillet, elle remporte son premier titre sur le circuit WTA en double à Istanbul avec Elina Svitolina.

### 2016: première finale WTA
Gavrilova commence son année par la Hopman Cup avec Nick Kyrgios. En simple, elle bat Sabine Lisicki (6-2, 6-2) mais perd ses deux autres matchs contre Heather Watson (7-62, 2-6, 5-7) et Caroline Garcia (4-6, 6-77) ; en double mixte, elle remporte tous les matchs. En finale, les Australiens battent l'Ukraine en ne disputant que les simples (2-0) où, Daria remporte son match contre Elina Svitolina (6-4, 7-66). Pour son premier tournoi officiel, à l'Open d'Australie, elle arrive jusqu'en huitième de finale (la première fois en seconde semaine d'un Grand Chelem) en battant Lucie Hradecká (7-63, 6-4), puis la 7e mondiale, Petra Kvitová (6-4, 6-4), avant de vaincre dans un gros match Kristina Mladenovic (6-4, 4-6, 11-9) après presque trois heures de jeu. Elle est battue par la 11e mondiale, Carla Suárez Navarro (6-0, 3-6, 2-6) après avoir infligé une bulle à l'Espagnole.
Sur la terre battue du tournoi de Madrid, elle remporte ses matchs en venant à bout de Heather Watson, Elina Svitolina et à nouveau Petra Kvitová (6e à la WTA) pour se qualifier pour les quarts de finale. Elle est battue à la surprise contre la jeune qualifiée Louisa Chirico (6-71, 2-6). Juste après à Rome, elle passe Sabine Lisicki et surtout la 5e mondiale, Simona Halep (6-3, 4-6, 6-3) mais perd le tour d'après sans confirmer sa performance face à Svetlana Kuznetsova (2-6, 6-2, 3-6).
Elle revient à Pékin pour la tournée asiatique en faisant un quart, passant Christina McHale, la tête de série 12, Timea Bacsinszky (4-6, 6-0, 6-4) et Caroline Garcia. Elle est ensuite vaincue par la tête de série numéro 16, Elina Svitolina (6-73, 1-6). Elle enchaîne avec une demi-finale à Hong Kong en battant notamment la nouvelle numéro 1 mondiale, Angelique Kerber (6-3, 6-1) en quart.
Enfin pour la tournée en salle, elle atteint la finale au tournoi Premier de Moscou, en écartant sur son chemin Lucie Šafářová (6-2, 6-2), Carla Suárez Navarro sur abandon, Anastasia Pavlyuchenkova (7-5, 4-6, 6-3) et Julia Görges (7-5, 6-1). Elle est vaincue facilement (2-6, 1-6) par la tête de série numéro 1 et 9e mondiale, Svetlana Kuznetsova.

### 2017:1ertitreen carrière

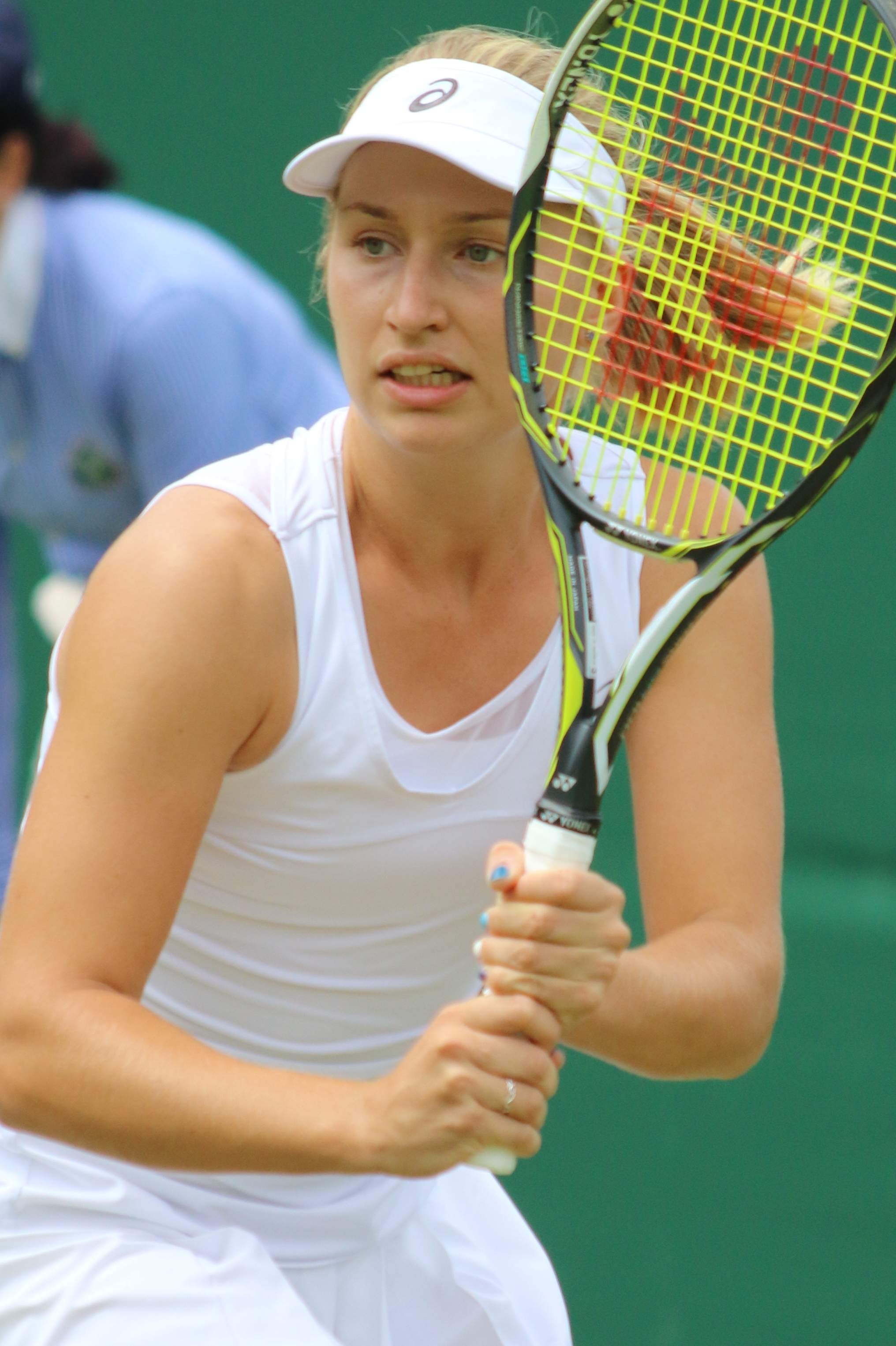
Au tournoi de Wimbledon 2017

À l'Open d'Australie, elle arrive à nouveau en huitième de finale en battant Naomi Broady, Ana Konjuh et Timea Bacsinszky (6-3, 5-7, 6-4). Elle est ensuite battue facilement (3-6, 3-6) par la 5e mondiale, Karolína Plíšková.
Sur terre battue, à Rome Daria réussit à atteindre les quarts de finale en étant qualifiée. Pour cela, elle vainc la tête de série numéro 10, Madison Keys (2-6, 7-5, 7-5), puis Caroline Garcia (7-5, 3-6, 6-3) et la 8e mondiale, Svetlana Kuznetsova également en trois manches (2-6, 7-5, 6-4). Elle perd (3-6, 3-6) face à Kiki Bertens. Juste après, elle atteint la finale du tournoi de Strasbourg en battant Caroline Garcia (6-4, 6-2). Pour une finale 100 % Australienne, elle s'incline (7-5, 4-6, 3-6) face à Samantha Stosur sur le fil.
En août, elle remporte son premier titre en simple au tournoi de New Haven. Battant dans les premiers tours Kristýna Plíšková (7-5, 4-6, 7-5), puis Tímea Babos (7-5, 7-66) et Kirsten Flipkens (6-2, 6-4). En demi-finale, elle bat la tête de série numéro 1 et 10e mondiale, Agnieszka Radwańska (6-4, 6-4) facilement pour se qualifier à sa deuxième finale de l'année. Dans un match de bonne qualité tennistique et à suspense, l'Australienne s'impose (4-6, 6-3, 6-4) après 2 h 45 de combat physique contre la tête de série numéro 2 et 11e mondiale, Dominika Cibulková. Remportant son premier titre de sa carrière et surtout un tournoi de catégorie Premier. Cette victoire finale lui permet de rentrer pour la première fois dans le top 20 du classement WTA.

### 2018
En 2018, Daria Gavrilova débute bien l'année à Sydney où elle atteint les demi-finales profitant du forfait de l'espagnole Garbiñe Muguruza. Elle s'incline face à sa compatriote Ashleigh Barty (6-3, 4-6, 2-6). À l'Open d'Australie, elle perd dès le deuxième tour face à Elise Mertens, future demi-finaliste. À Acapulco, elle atteint une deuxième demi-finale où elle s'incline face à l'ukrainienne Lesia Tsurenko (2-6, 4-6). Les semaines suivantes, elle a quelques difficultés avant de s'offrir à Rome la tête de série no 3 Garbiñe Muguruza (5-7, 6-2, 7-66). Elle sera arrêtée au troisième tour face à Maria Sharapova.
Son statut de tête de série lui permet d'atteindre le troisième tour à Roland-Garros et Wimbledon avant une nouvelle période de difficultés. En septembre, elle retrouve les bonnes sensations à Wuhan s'offrant au premier tour la Lettone, n°12 mondiale, Jeļena Ostapenko (6-2, 6-4) et la Tchèque, no 25 mondiale, Barbora Strýcová (6-2, 7-63).

### Depuis 2019: des saisons perturbées par des blessures
Elle connaît un début de saison 2019 difficile, s'inclinant au premier tour lors de ses cinq premiers tournois. Elle se reprend à Indian Wells où elle passe deux tours mais chute en revanche dès son entrée en lice à Miami. Sur terre battue, elle n'obtient pour résultat qu'un quart de finale à Strasbourg où elle remporte par ailleurs le double avec Ellen Perez. Lors des Internationaux de France, elle abandonne au premier tour contre Aleksandra Krunić. Elle met fin à sa saison après l'US Open en raison d'une blessure persistante au pied. Ayant remporté seulement sept matchs pour vingt défaites, elle quitte le top 100.
Après plus d'un an d'absence, elle fait son retour lors du tournoi ITF de Cagnes-sur-Mer. À Roland-Garros, elle passe un tour contre Dayana Yastremska. Toujours perturbée par une blessure chronique au tendon d'Achille, elle ne dispute que deux tournois en Australie en 2021. Elle se fait opérer en février. Elle réapparait en compétition lors des phases finales de la Billie Jean King Cup début novembre.
Elle parvient fin février 2025 dans le dernier carré du jeune tournoi de Merida après être sorti des qualifications, sortant deux Ukrainiennes, Marta Kostyuk (6-4, 7-6) et Anhelina Kalinina (4-6, 6-2, 6-2) et profitant de l'abandon de la récente demi-finaliste de l'Open d'Australie Paula Badosa (1-6, 5-3 ab.). Elle affronte en demi-finale une autre surprise et qualifiée, la Colombienne Emiliana Arango (3-6, 6-4, 2-6) qui s'octroie ainsi sa première finale en carrière.

## Vie privée
Elle se marie avec le joueur de tennis Luke Saville en décembre 2021. Elle joue depuis lors sous le nom de Daria Saville.

## Palmarès

### Titre en simple dames
| No | Date       | Nom et lieu du tournoi      | Catégorie | Dotation  | Surface    | Finaliste          | Score         |          |
| -- | ---------- | --------------------------- | --------- | --------- | ---------- | ------------------ | ------------- | -------- |
| 1  | 20-08-2017 | Connecticut Open, New Haven | Premier   | 776 000 $ | Dur (ext.) | Dominika Cibulková | 4-6, 6-3, 6-4 | Parcours |

### Finales en simple dames
| No | Date       | Nom et lieu du tournoi                          | Catégorie | Dotation  | Surface      | Vainqueure               | Score          |          |
| -- | ---------- | ----------------------------------------------- | --------- | --------- | ------------ | ------------------------ | -------------- | -------- |
| 1  | 17-10-2016 | Kremlin Cup, Moscou                             | Premier   | 823 888 $ | Dur (int.)   | Svetlana Kuznetsova      | 6-2, 6-1       | Parcours |
| 2  | 21-05-2017 | Internationaux de Strasbourg, Strasbourg        | Intern'l  | 250 000 $ | Terre (ext.) | Samantha Stosur          | 5-7, 6-4, 6-3  | Parcours |
| 3  | 09-10-2017 | Hong Kong Open, Hong Kong                       | Intern'l  | 500 000 $ | Dur (ext.)   | Anastasia Pavlyuchenkova | 5-7, 6-3, 7-63 | Parcours |
| 4  | 21-08-2022 | Championnats Banque Nationale de Granby, Granby | WTA 250   | 251 750 $ | Dur (ext.)   | Daria Kasatkina          | 6-4, 6-4       | Parcours |

### Titres en double dames
| No | Date       | Nom et lieu du tournoi                  | Catégorie | Dotation  | Surface      | Partenaire      | Finalistes                       | Score            |          |
| -- | ---------- | --------------------------------------- | --------- | --------- | ------------ | --------------- | -------------------------------- | ---------------- | -------- |
| 1  | 20-07-2015 | BNP Paribas Cup Istanbul                | Intern'l  | 250 000 $ | Dur (ext.)   | Elina Svitolina | Çağla Büyükakçay Jelena Janković | 5-7, 6-1, [10-4] | Parcours |
| 2  | 19-05-2019 | Internationaux de Strasbourg Strasbourg | Intern'l  | 226 750 € | Terre (ext.) | Ellen Perez     | Duan Ying-Ying Han Xinyun        | 6-4, 6-3         | Parcours |
| 3  | 15-05-2022 | Internationaux de Strasbourg Strasbourg | WTA 250   | 203 024 € | Terre (ext.) | Nicole Melichar | Lucie Hradecká Sania Mirza       | 5-7, 7-5, [10-6] | Parcours |

### Finales en double dames
| No | Date       | Nom et lieu du tournoi | Catégorie | Dotation    | Surface    | Vainqueures                        | Partenaire      | Score            |          |
| -- | ---------- | ---------------------- | --------- | ----------- | ---------- | ---------------------------------- | --------------- | ---------------- | -------- |
| 1  | 17-10-2016 | Kremlin Cup Moscou     | Premier   | 823 888 $   | Dur (int.) | Andrea Hlaváčková Lucie Hradecká   | Daria Kasatkina | 4-6, 6-0, [10-7] | Parcours |
| 2  | 18-09-2017 | Pan Pacific Open Tokyo | Premier   | 1 000 000 $ | Dur (ext.) | Andreja Klepač María José Martínez | Daria Kasatkina | 6-3, 6-2         | Parcours |

### Titre en double mixte
| No | Date       | Nom et lieu du tournoi  | Catégorie | Dotation      | Surface    | Partenaire   | Finalistes                          | Score        |          |
| -- | ---------- | ----------------------- | --------- | ------------- | ---------- | ------------ | ----------------------------------- | ------------ | -------- |
| 1  | 03-01-2016 | Hopman Cup XXVIII Perth | ITF       | 1 000 000 AU$ | Dur (int.) | Nick Kyrgios | Elina Svitolina Alexandr Dolgopolov | 2 matchs à 0 | Parcours |

## Parcours en Grand Chelem

### En simple dames
| Année | Open d'Australie | Open d'Australie     | Internationaux de France | Internationaux de France | Wimbledon       | Wimbledon             | US Open         | US Open             |
| ----- | ---------------- | -------------------- | ------------------------ | ------------------------ | --------------- | --------------------- | --------------- | ------------------- |
| 2011  | —                | —                    | —                        | —                        | —               | —                     | Q1              | Kurumi Nara         |
|       |                  |                      |                          |                          |                 |                       |                 |                     |
| 2013  | 2e tour (1/32)   | Lesia Tsurenko       | Q3                       | Sandra Záhlavová         | Q1              | Ajla Tomljanović      | Q2              | Aleksandra Krunić   |
| 2014  | —                | —                    | —                        | —                        | —               | —                     | Q2              | Chan Yung-jan       |
| 2015  | 1er tour (1/64)  | Kiki Bertens         | 2e tour (1/32)           | Sabine Lisicki           | 1er tour (1/64) | I.-C. Begu            | 1er tour (1/64) | Daria Kasatkina     |
| 2016  | 1/8 de finale    | Carla Suárez Navarro | 1er tour (1/64)          | Mariana Duque Mariño     | 2e tour (1/32)  | Dominika Cibulková    | 1er tour (1/64) | Lucie Šafářová      |
| 2017  | 1/8 de finale    | Karolína Plíšková    | 1er tour (1/64)          | Elise Mertens            | 1er tour (1/64) | Petra Martić          | 2e tour (1/32)  | Shelby Rogers       |
| 2018  | 2e tour (1/32)   | Elise Mertens        | 3e tour (1/16)           | Elise Mertens            | 3e tour (1/16)  | Aliaksandra Sasnovich | 2e tour (1/32)  | Victoria Azarenka   |
| 2019  | 1er tour (1/64)  | Tamara Zidanšek      | 1er tour (1/64)          | Aleksandra Krunić        | 1er tour (1/64) | Elina Svitolina       | 1er tour (1/64) | Fiona Ferro         |
| 2020  | —                | —                    | 2e tour (1/32)           | Eugenie Bouchard         | Annulé          | Annulé                | —               | —                   |
| 2021  | 2e tour (1/32)   | Ashleigh Barty       | —                        | —                        | —               | —                     | —               | —                   |
| 2022  | 1er tour (1/64)  | Rebecca Peterson     | 3e tour (1/16)           | Martina Trevisan         | 1er tour (1/64) | Viktoriya Tomova      | 1er tour (1/64) | Elena-Gabriela Ruse |
| 2023  | —                | —                    | —                        | —                        | 1er tour (1/64) | Katie Boulter         | 2e tour (1/32)  | Iga Świątek         |
| 2024  | 1er tour (1/64)  | Magdalena Fręch      | 1er tour (1/64)          | Jasmine Paolini          | 2e tour (1/32)  | Marta Kostyuk         | 1er tour (1/64) | Ena Shibahara       |
| 2025  | 1er tour (1/64)  | Anna Blinkova        | 1er tour (1/64)          | Madison Keys             | Q1              | Panna Udvardy         | Q1              | Jule Niemeier       |

N.B. : à droite du résultat se trouve le nom de l'ultime adversaire.

### En double dames
| Année | Open d'Australie                                                                           | Open d'Australie                                                                         | Internationaux de France                                                          | Internationaux de France                                                                | Wimbledon                                                                                 | Wimbledon                                                                           | US Open | US Open |
| ----- | ------------------------------------------------------------------------------------------ | ---------------------------------------------------------------------------------------- | --------------------------------------------------------------------------------- | --------------------------------------------------------------------------------------- | ----------------------------------------------------------------------------------------- | ----------------------------------------------------------------------------------- | ------- | ------- |
| 2015  | 1er tour (1/32) S. Sanders \|\| style="text-align:left;" \| M. Adamczak O. Rogowska        | —                                                                                        | —                                                                                 | 1er tour (1/32) I. Falconi \|\| style="text-align:left;" \| An. Rodionova Ar. Rodionova | 1er tour (1/32) A. Van Uytvanck \|\| style="text-align:left;" \| C. Dellacqua Y. Shvedova |                                                                                     |         |         |
| 2016  | 1er tour (1/32) E. Svitolina \|\| style="text-align:left;" \| A. Pavlyuchenkova E. Vesnina | 1er tour (1/32) E. Svitolina \|\| style="text-align:left;" \| G. Dabrowski M.J. Martínez | 1/8 de finale D. Kasatkina \|\| style="text-align:left;" \| R. Atawo A. Spears    | 2e tour (1/16) D. Kasatkina \|\| style="text-align:left;" \| A. Klepač K. Srebotnik     |                                                                                           |                                                                                     |         |         |
| 2017  | 1er tour (1/32) D. Kasatkina \|\| style="text-align:left;" \| S. Errani K. Flipkens        | 1/8 de finale A. Pavlyuchenkova \|\| style="text-align:left;" \| A. Barty C. Dellacqua   | —                                                                                 | —                                                                                       | 1/8 de finale D. Kasatkina \|\| style="text-align:left;" \| Chan H.-c. Zhang S.           |                                                                                     |         |         |
| 2018  | 1er tour (1/32) D. Kasatkina \|\| style="text-align:left;" \| J. Brady V. King             | 1er tour (1/32) D. Kasatkina \|\| style="text-align:left;" \| N. Hibino O. Kalashnikova  | 1er tour (1/32) V. Lapko \|\| style="text-align:left;" \| I.C. Begu M. Buzărnescu | 1er tour (1/32) P. Martić \|\| style="text-align:left;" \| E. Mertens D. Schuurs        |                                                                                           |                                                                                     |         |         |
| 2019  | 2e tour (1/16) M. Gasparyan \|\| style="text-align:left;" \| R. Atawo K. Srebotnik         | —                                                                                        | —                                                                                 | —                                                                                       | —                                                                                         | —                                                                                   | —       |         |
|       |                                                                                            |                                                                                          |                                                                                   |                                                                                         |                                                                                           |                                                                                     |         |         |
| 2021  | 1er tour (1/32) E. Perez \|\| style="text-align:left;" \| O. Jabeur C. McHale              | —                                                                                        | —                                                                                 | —                                                                                       | —                                                                                         | —                                                                                   | —       |         |
| 2022  | —                                                                                          | —                                                                                        | —                                                                                 | —                                                                                       | 1er tour (1/32) A. Tomljanović \|\| style="text-align:left;" \| V. Kužmová A. Rus         | 2e tour (1/16) L. Fernandez \|\| style="text-align:left;" \| D. Gálfi B. Pera       |         |         |
| 2023  | —                                                                                          | —                                                                                        | —                                                                                 | —                                                                                       | 2e tour (1/16) K. Baindl \|\| style="text-align:left;" \| Wu F.-h. Zhu L.                 | 2e tour (1/16) I. Khromacheva \|\| style="text-align:left;" \| M. Kostyuk E.G. Ruse |         |         |
| 2024  | 2e tour (1/16) A. Tomljanović \|\| style="text-align:left;" \| Hsieh S.-w. E. Mertens      | 1er tour (1/32) A. Tomljanović \|\| style="text-align:left;" \| M. Kato N. Kichenok      | 1er tour (1/32) Yuan Y. \|\| style="text-align:left;" \| L. Kichenok J. Ostapenko | —                                                                                       | —                                                                                         |                                                                                     |         |         |
| 2025  | 1er tour (1/32) P. Hon \|\| style="text-align:left;" \| S. Errani J. Paolini               |                                                                                          |                                                                                   |                                                                                         |                                                                                           |                                                                                     |         |         |

N.B. : le nom de la partenaire se trouve sous le résultat ; les noms des ultimes adversaires se trouvent à droite.

### En double mixte
| Année | Open d'Australie                                                                       | Open d'Australie                                                               | Internationaux de France | Internationaux de France                                                               | Wimbledon                                                                            | Wimbledon                                                                          | US Open | US Open |
| ----- | -------------------------------------------------------------------------------------- | ------------------------------------------------------------------------------ | ------------------------ | -------------------------------------------------------------------------------------- | ------------------------------------------------------------------------------------ | ---------------------------------------------------------------------------------- | ------- | ------- |
| 2015  | 2e tour (1/8) L. Saville \|\| style="text-align:left;" \| K. Srebotnik M. Melo         | —                                                                              | —                        | —                                                                                      | —                                                                                    | 2e tour (1/8) J. Peers \|\| style="text-align:left;" \| B. Mattek-Sands S. Querrey |         |         |
| 2016  | 1er tour (1/16) L. Saville \|\| style="text-align:left;" \| Y. Shvedova A.U.H. Qureshi | 1er tour (1/16) J. Peers \|\| style="text-align:left;" \| Chan H.-c. J. Murray | —                        | —                                                                                      | —                                                                                    | —                                                                                  |         |         |
| 2017  | 1er tour (1/16) L. Saville \|\| style="text-align:left;" \| Chan Y.-j. Ł. Kubot        | —                                                                              | —                        | 1er tour (1/32) D. Toursounov \|\| style="text-align:left;" \| M. Ninomiya Y. Watanuki | —                                                                                    | —                                                                                  |         |         |
| 2018  | —                                                                                      | —                                                                              | —                        | —                                                                                      | 1er tour (1/32) J.P. Smith \|\| style="text-align:left;" \| R. Voráčová J. Cerretani | —                                                                                  | —       |         |
|       |                                                                                        |                                                                                |                          |                                                                                        |                                                                                      |                                                                                    |         |         |
| 2022  | 1er tour (1/16) L. Saville \|\| style="text-align:left;" \| A. Guarachi T. Pütz        | —                                                                              | —                        | —                                                                                      | —                                                                                    | —                                                                                  | —       |         |
|       |                                                                                        |                                                                                |                          |                                                                                        |                                                                                      |                                                                                    |         |         |
| 2024  | 1er tour (1/16) L. Saville \|\| style="text-align:left;" \| L. Samsonova A. Vavassori  | —                                                                              | —                        | —                                                                                      | —                                                                                    | —                                                                                  | —       |         |
| 2025  | 1er tour (1/16) L. Saville \|\| style="text-align:left;" \| I. Khromacheva J. Withrow  |                                                                                |                          |                                                                                        |                                                                                      |                                                                                    |         |         |

N.B. : le nom du partenaire se trouve sous le résultat ; les noms des ultimes adversaires se trouvent à droite.

## Parcours en «Premier» et WTA 1000
Les tournois WTA « Premier Mandatory » et « Premier 5 » (entre 2009 et 2020) et WTA 1000 (à partir de 2021) constituent les catégories d'épreuves les plus prestigieuses, après les quatre levées du Grand Chelem.

### En simple dames
| Année |       |                             |         |                              |                              |                                  |                             |                             |                             |                             |  |                             |
| Doha  | Dubaï | Indian Wells                | Miami   | Madrid                       | Rome                         | Canada                           | Cincinnati                  | Pékin                       |                             | Tokyo                       |  |                             |
| Doha  | Dubaï | Indian Wells                | Miami   | Madrid                       | Rome                         | Canada                           | Cincinnati                  | Pékin                       | Wuhan                       |                             |  |                             |
| Doha  | Dubaï | Indian Wells                | Miami   | Madrid                       | Rome                         | Canada                           | Cincinnati                  | Pékin                       | Guadalajara                 |                             |  |                             |
| 2013  |       | 2e tour (1/16) S. Williams  | WTA 500 |                              |                              |                                  |                             |                             |                             |                             |  | 1er tour (1/32) B. Bencic   |
| 2015  |       | WTA 500                     |         | 2e tour (1/32) S. Halep      | 4e tour (1/8) Ka. Plíšková   |                                  | 1/2 finale M. Sharapova     | 3e tour (1/8) R. Vinci      | 2e tour (1/16) K. Knapp     | 1er tour (1/32) I. Falconi  |  | 2e tour (1/16) P. Kvitová   |
| 2016  |       | 2e tour (1/16) C. Wozniacki | WTA 500 | 2e tour (1/32) M. Rybáriková | 2e tour (1/32) Z. Diyas      | 1/4 de finale L. Chirico         | 3e tour (1/8) S. Kuznetsova | 2e tour (1/16) S. Halep     | 3e tour (1/8) S. Halep      | 1/4 de finale E. Svitolina  |  | 1er tour (1/32) J. Janković |
| 2017  |       | WTA 500                     |         | 3e tour (1/16) E. Svitolina  | 2e tour (1/32) L. Šafářová   | 1er tour (1/32) C. Bellis        | 1/4 de finale K. Bertens    | 2e tour (1/16) B. Strýcová  | 2e tour (1/16) C. Giorgi    | 3e tour (1/8) B. Strýcová   |  | 1er tour (1/32) J. Görges   |
| 2018  |       |                             | WTA 500 | 3e tour (1/16) C. Garcia     | 3e tour (1/16) E. Svitolina  | 1er tour (1/32) C. Wozniacki     | 3e tour (1/8) M. Sharapova  | 1er tour (1/32) L. Šafářová | 1er tour (1/32) S. Williams | 2e tour (1/16) D. Cibulková |  | 3e tour (1/8) Wang Q.       |
| 2019  |       | WTA 500                     |         | 3e tour (1/16) E. Svitolina  | 2e tour (1/32) V. Kužmová    | 1er tour (1/32) A. Barty         |                             |                             |                             |                             |  |                             |
|       |       | WTA 1000                    |         |                              |                              |                                  |                             |                             |                             |                             |  |                             |
| 2022  |       |                             | WTA 500 | 4e tour (1/8) M. Sákkari     | 1/4 de finale B. Bencic      |                                  |                             |                             |                             | Hors calendrier             |  |                             |
| 2023  |       | WTA 500                     |         |                              |                              |                                  |                             |                             |                             | 2e tour (1/16) A. Kalinina  |  |                             |
| 2024  |       |                             |         | 1er tour (1/64) B. Pera      | 2e tour (1/32) D. Yastremska | 2e tour (1/32) A. Pavlyuchenkova | 1er tour (1/64) C. Tauson   |                             |                             |                             |  |                             |

Sous le résultat, l’ultime adversaire.
1. 1 2   Les tournois de Doha et Dubaï alternent le statut de tournoi WTA 1000 (ex Premier 5) entre 2009 et 2023 : les trois premières éditions ont lieu à Dubaï, les trois suivantes à Doha, puis Dubaï accueille le tournoi de cette catégorie les années impaires et Dubaï les années paires. De 2011 à 2023, la ville qui n’accueille pas de WTA 1000 organise à la place un tournoi WTA 500 (ex Premier).
2. 1 2 3 4 5 6 7 8   L’ordre de déroulement des tournois a évolué depuis 2009 : Rome se dispute avant Madrid et Cincinnati avant Montréal/Toronto jusqu’en 2010, tandis que Tokyo (2009-2013)-Wuhan (2014-2019, 2024-)-Guadalajara (2022-2023) ont lieu avant Pékin jusqu’en 2023.
3. ↑  Le 1er décembre 2021, le président de la WTA, Steve Simon, annonce que tous les tournois prévus en Chine et à Hong Kong sont suspendus à partir de 2022, en raison de préoccupations concernant la sécurité et le bien-être de la joueuse de tennis chinoise Peng Shuai après ses allégations de relations sexuelles non-consenties avec Zhang Gaoli, membre de haut rang du Parti communiste chinois. Le tournoi de Pékin revient en 2023. Le tournoi de Guadalajara remplace celui de Wuhan pendant deux ans, ce dernier réapparaissant en 2024.

## Parcours aux Jeux olympiques

### En simple dames
| # | Date       | Nom de l'olympiade                  | Surface    | Résultat        | Ultime adversaire | Score    |          |
| - | ---------- | ----------------------------------- | ---------- | --------------- | ----------------- | -------- | -------- |
| 1 | 06/08/2016 | Olympic Tennis Event Rio de Janeiro | Dur (ext.) | 1er tour (1/32) | Serena Williams   | 6-4, 6-2 | Parcours |

### En double dames
| # | Date       | Nom de l'olympiade                  | Surface             | Résultat        | Partenaire      | Ultimes adversaires             | Score         |          |
| - | ---------- | ----------------------------------- | ------------------- | --------------- | --------------- | ------------------------------- | ------------- | -------- |
| 1 | 06/08/2016 | Olympic Tennis Event Rio de Janeiro | Dur (ext.)          | 1er tour (1/16) | Samantha Stosur | Timea Bacsinszky Martina Hingis | 6-4, 4-6, 6-2 | Parcours |
| 2 | 27/07/2024 | Olympic Tennis Event Paris          | Terre battue (ext.) | 1er tour (1/16) | Ellen Perez     | Coco Gauff Jessica Pegula       | 6-3, 6-1      | Parcours |

## Parcours en Fed Cup
| #                                                                  | Date       | Lieu      | Surface      | Gagnante(s)                     | Perdante(s)                     | Score         |          |
| ------------------------------------------------------------------ | ---------- | --------- | ------------ | ------------------------------- | ------------------------------- | ------------- | -------- |
|                                                                    |            |           |              |                                 |                                 |               |          |
| 2016 - Barrage (groupe mondial I) - Australie - États-Unis - 0 : 4 |            |           |              |                                 |                                 |               |          |
| 1                                                                  | 16/04/2016 | Brisbane  | Terre (ext.) | Madison Keys                    | Daria Gavrilova                 | 6-4, 6-2      | Parcours |
| 1                                                                  | 16/04/2016 | Brisbane  | Terre (ext.) | Bethanie Mattek Coco Vandeweghe | Daria Gavrilova Arina Rodionova | 6-1, 6-4      | Parcours |
|                                                                    |            |           |              |                                 |                                 |               |          |
| 2017 - 1er tour (groupe mondial II) - Ukraine - Australie : 3 : 1  |            |           |              |                                 |                                 |               |          |
| 2                                                                  | 11/02/2017 | Kharkiv   | Dur (int.)   | Lesia Tsurenko                  | Daria Gavrilova                 | 6-2, 6-3      | Parcours |
| 2                                                                  | 11/02/2017 | Kharkiv   | Dur (int.)   | Elina Svitolina                 | Daria Gavrilova                 | 6-3, 6-2      | Parcours |
|                                                                    |            |           |              |                                 |                                 |               |          |
| 2017 - Barrage (groupe mondial II) - Serbie - Australie : 0 : 4    |            |           |              |                                 |                                 |               |          |
| 3                                                                  | 22/04/2017 | Zrenjanin | Dur (int.)   | Daria Gavrilova                 | Ivana Jorović                   | 6-2, 6-2      | Parcours |
| 3                                                                  | 22/04/2017 | Zrenjanin | Dur (int.)   | Daria Gavrilova                 | Nina Stojanović                 | 6-0, 6-3      | Parcours |
|                                                                    |            |           |              |                                 |                                 |               |          |
| 2018 - 1er tour (groupe mondial II) - Australie - Ukraine : 3 : 2  |            |           |              |                                 |                                 |               |          |
| 4                                                                  | 10/02/2018 | Canberra  | Gazon (ext.) | Marta Kostyuk                   | Daria Gavrilova                 | 7-63, 6-3     | Parcours |
| 4                                                                  | 10/02/2018 | Canberra  | Gazon (ext.) | Nadiia Kichenok                 | Daria Gavrilova                 | 4-6, 6-2, 6-3 | Parcours |

## Classements WTA en fin de saison
| Année          | 2010 | 2011 | 2012 | 2013 | 2014 | 2015 | 2016 | 2017 | 2018 | 2019 | 2020 | 2021 | 2022 | 2023 | 2024 |
| Rang en simple | 515  | 383  | 215  | 144  | 233  | 36   | 25   | 25   | 38   | 235  | 446  | 419  | 53   | 206  | 120  |
| Rang en double | –    | 833  | 477  | 537  | 398  | 173  | 93   | 55   | 118  | 149  | –    | 564  | 153  | 168  | 229  |

Source : (en) Classements de Daria Gavrilova sur le site officiel de la Fédération internationale de tennis

## Records et statistiques

### Confrontations avec ses principales adversaires
Confrontations lors des différents tournois WTA avec ses principales adversaires (5 confrontations minimum et avoir été membre du top 10). Classement par pourcentage de victoires. Situation au 26 mars 2018 :
| Joueuse             | Meilleur classement | Confrontations | Victoires | Défaites | Pourcentage de victoires | Dernière confrontation                      |
| ------------------- | ------------------- | -------------- | --------- | -------- | ------------------------ | ------------------------------------------- |
| Angelique Kerber    | 1                   | 6              | 1         | 5        | 16,7                     | victoire (6-3, 6-1) à Hong Kong 2016        |
| Svetlana Kuznetsova | 2                   | 5              | 1         | 4        | 20                       | victoire (2-6, 7-5, 6-4) à Rome 2017        |
| Elina Svitolina     | 3                   | 7              | 2         | 5        | 28,6                     | défaite (6-4, 0-6, 1-6) à Miami 2018        |
| Lucie Šafářová      | 5                   | 6              | 2         | 4        | 33,3                     | défaite (7-64, 3-6, 65-7) à Birmingham 2017 |
| Caroline Garcia     | 7                   | 5              | 4         | 1        | 80                       | défaite (5-7, 4-6) à Indian Wells 2018      |

### Victoires sur le top 10
Toutes ses victoires sur des joueuses classées dans le top 10 de la WTA lors de la rencontre.
| Légende            |
| Grand Chelem       |
| Premier*, WTA 1000 |
| Premier, WTA 500   |
| Intern'l, WTA 250  |
| Fed Cup            |

| #  | Rang   |  | Tournoi          | Année | Surface      |  | Adversaire          | Rang  | Tour | Score           | Tableau |
| -- | ------ |  | ---------------- | ----- | ------------ |  | ------------------- | ----- | ---- | --------------- | ------- |
| 1  | no 97  |  | Miami            | 2015  | Dur          |  | Maria Sharapova     | no 2  | 1/32 | 7-64, 6-3       | Tableau |
| 2  | no 78  |  | Rome             | 2015  | Terre battue |  | Ana Ivanović        | no 7  | 1/16 | 5-7, 7-62, 7-67 | Tableau |
| 3  | no 40  |  | Toronto          | 2015  | Dur          |  | Lucie Šafářová      | no 7  | 1/16 | 4-6, 7-5, 7-5   | Tableau |
| 4  | no 39  |  | Open d'Australie | 2016  | Dur          |  | Petra Kvitová       | no 7  | 1/32 | 6-4, 6-4        | Tableau |
| 5  | no 39  |  | Madrid           | 2016  | Terre battue |  | Petra Kvitová       | no 6  | 1/8  | 6-3, 6-4        | Tableau |
| 6  | no 32  |  | Rome             | 2016  | Terre battue |  | Simona Halep        | no 5  | 1/16 | 6-3, 4-6, 6-3   | Tableau |
| 7  | no 38  |  | Hong Kong        | 2016  | Dur          |  | Angelique Kerber    | no 1  | 1/4  | 6-3, 6-1        | Tableau |
| 8  | no 33  |  | Rome             | 2017  | Terre battue |  | Svetlana Kuznetsova | no 8  | 1/8  | 2-6, 7-5, 6-4   | Tableau |
| 9  | no 26  |  | New Haven        | 2017  | Dur          |  | Agnieszka Radwańska | no 10 | 1/2  | 6-4, 6-4        | Tableau |
| 10 | no 24  |  | Rome             | 2018  | Terre battue |  | Garbiñe Muguruza    | no 3  | 1/16 | 5-7, 6-2, 7-66  | Tableau |
| 11 | no 33  |  | Pékin            | 2018  | Dur          |  | Petra Kvitová       | no 5  | 1/32 | 6-2, 6-1        | Tableau |
| 12 | no 409 |  | Indian Wells     | 2022  | Dur          |  | Ons Jabeur          | no 10 | 1/32 | 7-5, 6-7, 6-4   | Tableau |
| 13 | no 88  |  | Washington       | 2022  | Dur          |  | Jessica Pegula      | no 7  | 1/8  | 7-5, 6-4        | Tableau |